# Берієр
Берієр (англ. Barriere) — окружний муніципалітет в Канаді, у провінції Британська Колумбія, у складі регіонального округу Томпсон-Нікола.

## Населення
За даними перепису 2016 року, окружний муніципалітет нараховував 1713 осіб, показавши скорочення на 3,4%, порівняно з 2011-м роком. Середня густина населення становила 159,1 осіб/км².
З офіційних мов обидвома одночасно володіли 35 жителів, тільки англійською — 1 665, а 5 — жодною з них. Усього 75 осіб вважали рідною мовою не одну з офіційних.
Працездатне населення становило 45,2% усього населення, рівень безробіття — 10,3% (13% серед чоловіків та 5,2% серед жінок). 86,5% осіб були найманими працівниками, а 11,9% — самозайнятими.
Середній дохід на особу становив $33 396 (медіана $25 963), при цьому для чоловіків — $43 528, а для жінок $23 546 (медіани — $35 776 та $19 360 відповідно).
32,5% мешканців мали закінчену шкільну освіту, не мали закінченої шкільної освіти — 30,4%, 36,8% мали післяшкільну освіту, з яких 5,8% мали диплом бакалавра, або вищий.
| Статево-вікова структура населення | Статево-вікова структура населення | Статево-вікова структура населення | Статево-вікова структура населення | Статево-вікова структура населення |
| ---------------------------------- | ---------------------------------- | ---------------------------------- | ---------------------------------- | ---------------------------------- |
|                                    |                                    |                                    |                                    |                                    |
| Всього                             | Всього                             | 50,0%                              |                                    |                                    |
| 0 — 14 років                       | 0 — 14 років                       |                                    | 14,6%                              | 14,6%                              |
| 15 — 64 років                      | 15 — 64 років                      |                                    | 56,1%                              | 56,1%                              |
| 65 і більше                        | 65 і більше                        |                                    | 29,2%                              | 29,2%                              |
| 85 і більше                        | 85 і більше                        |                                    | 2%                                 | 2%                                 |
| Середній вік (років)               | Середній вік (років)               | 48,548,2                           | 48,4                               | 48,4                               |
| Медіана (років)                    | Медіана (років)                    | 54,453,8                           | 54,0                               | 54,0                               |
| — чоловіки — жінки                 |                                    |                                    |                                    |                                    |

| Походження мешканців:     | Походження мешканців:     | Походження мешканців: | Походження мешканців: | Походження мешканців: |
| ------------------------- | ------------------------- | --------------------- | --------------------- | --------------------- |
| Походження                |                           |                       | осіб                  | %                     |
| Корінні американці        | Корінні американці        |                       | 195                   | 11.57%                |
| Інше північноамериканське | Інше північноамериканське |                       | 615                   | 36.5%                 |
| Європейське               | Європейське               |                       | 1 370                 | 81.31%                |
| британське                | британське                |                       | 1 025                 | 60.83%                |
| французьке                | французьке                |                       | 235                   | 13.95%                |
| українське                | українське                |                       | 85                    | 5.04%                 |
| Карибське                 | Карибське                 |                       | 10                    | 0.59%                 |
| Азійське                  | Азійське                  |                       | 15                    | 0.89%                 |

| Зайнятість населення за галузями (за класифікацією NOC): | Зайнятість населення за галузями (за класифікацією NOC): | Зайнятість населення за галузями (за класифікацією NOC): | Зайнятість населення за галузями (за класифікацією NOC): | Зайнятість населення за галузями (за класифікацією NOC): |
| -------------------------------------------------------- | -------------------------------------------------------- | -------------------------------------------------------- | -------------------------------------------------------- | -------------------------------------------------------- |
|                                                          |                                                          |                                                          |                                                          |                                                          |
| Управління                                               | Управління                                               |                                                          | 4,8%                                                     | 4,8%                                                     |
| Бізнес, фінанси та адміністрування                       | Бізнес, фінанси та адміністрування                       |                                                          | 9,7%                                                     | 9,7%                                                     |
| Природничі та прикладні науки                            | Природничі та прикладні науки                            |                                                          | 4%                                                       | 4%                                                       |
| Охорона здоров'я                                         | Охорона здоров'я                                         |                                                          | 1,6%                                                     | 1,6%                                                     |
| Освіта, правозахист, муніципальні та урядові служби      | Освіта, правозахист, муніципальні та урядові служби      |                                                          | 7,3%                                                     | 7,3%                                                     |
| Роздрібна торгівля та послуги                            | Роздрібна торгівля та послуги                            |                                                          | 31,5%                                                    | 31,5%                                                    |
| Гуртова торгівля, транспорт та обладнання                | Гуртова торгівля, транспорт та обладнання                |                                                          | 28,2%                                                    | 28,2%                                                    |
| Природні ресурси, сільське господарство                  | Природні ресурси, сільське господарство                  |                                                          | 9,7%                                                     | 9,7%                                                     |
| Виробництво                                              | Виробництво                                              |                                                          | 3,2%                                                     | 3,2%                                                     |

## Клімат
Середня річна температура становить 6,8°C, середня максимальна – 23,6°C, а середня мінімальна – -14,2°C. Середня річна кількість опадів – 496 мм.
| Клімат поселення                              | Клімат поселення | Клімат поселення | Клімат поселення | Клімат поселення | Клімат поселення | Клімат поселення | Клімат поселення | Клімат поселення | Клімат поселення | Клімат поселення | Клімат поселення | Клімат поселення | Клімат поселення |
| Показник                                      | Січ.             | Лют.             | Бер.             | Квіт.            | Трав.            | Черв.            | Лип.             | Серп.            | Вер.             | Жовт.            | Лист.            | Груд.            |                  |
| Середній максимум, °C                         | 0,90             | 4,86             | 10,09            | 15,23            | 19,96            | 23,56            | 22,02            | 21,86            | 16,58            | 10,17            | 3,56             | −1,67            |                  |
| Середня температура, °C                       | −6,66            | −2,68            | 2,56             | 7,68             | 12,40            | 16,01            | 18,61            | 18,45            | 13,16            | 6,76             | 0,15             | −5,06            |                  |
| Середній мінімум, °C                          | −14,2            | −10,22           | −5               | 0,15             | 4,84             | 8,45             | 15,19            | 15,04            | 9,75             | 3,36             | −3,26            | −8,47            |                  |
| Норма опадів, мм                              | 45               | 28               | 26               | 30               | 42               | 53               | 49               | 43               | 37               | 39               | 52               | 52               |                  |
| Середньомісячна швидкість вітру, м/с          | 1.90             | 1.90             | 2.19             | 2.40             | 2.21             | 2.08             | 1.98             | 1.82             | 1.73             | 1.90             | 2.09             | 2.02             |                  |
| Середньомісячна сонячна радіація, кДж/м²·день | 3079             | 6328             | 11181            | 16184            | 19833            | 21399            | 22292            | 18959            | 13262            | 7442             | 3447             | 2409             |                  |
| --------------------------------------------- | ---------------- | ---------------- | ---------------- | ---------------- | ---------------- | ---------------- | ---------------- | ---------------- | ---------------- | ---------------- | ---------------- | ---------------- | ---------------- |
| Джерело:                                      |                  |                  |                  |                  |                  |                  |                  |                  |                  |                  |                  |                  |                  |